# Franciszek Gedel
Franciszek Ksawery Gedel (ur. 3 grudnia 1837 w Wierchomli Wielkiej, zm. 2 kwietnia 1905 w Wydrnej) – poseł do Sejmu Krajowego Galicji IV kadencji.

## Życiorys
Zasiadał w Sejmie Krajowym IV kadencji w latach 1877–1882 reprezentując IV kurię Okręg Stary Sącz-Krynica W 1889 ożenił się z Bronisławą Sękowską z Wydrnej. Dobudował zachodnią część dworu dolnego, wyremontował budynki gospodarcze wymienił zniszczony sprzęt rolniczy oraz ufundował neoromańską kaplicę. Od roku 1898 pełnił funkcję przewodniczącego Rady Szkolnej w Dydni, w latach 1901-1903 był członkiem oddziału powiatowego w Brzozowie krakowskiego Towarzystwa Rolniczego, zasiadał w Radzie Powiatu Brzozowskiego.